# Meurtres à Strasbourg
Pour plus de détails, voir Fiche technique et Distribution.
Meurtres à Strasbourg est un téléfilm français, de la collection Meurtres à..., écrit par Claire Alexandrakis et Aude Blanchard et réalisé par Laurence Katrian. Ce téléfilm a été diffusé pour la première fois, en Suisse, le 28 octobre 2016, sur RTS Un, puis, en Belgique, le 20 novembre 2016, sur La Une et, en France, le 27 mai 2017 sur France 3.

## Synopsis
Lors d'une dégustation de vin d'Alsace, sur le domaine du Clos-Mathis, on découvre du vin rosé et non blanc dans la cuve. On y retrouve le corps de Ronald Mathis, le père de Julian. Katel Leguennec, commandant du SRPJ de Strasbourg, mène l'enquête. Elle y travaille en collaboration avec Maxime Keller, patron du service médicolégal, récemment revenu de l'étranger. Ce dernier a été des années auparavant son amour de jeunesse et est désormais son beau-fils. D'autres meurtres s'ensuivent, qui semblent être liés à la légende de Sainte Odile, qui a un autel non loin et où un enfant a été abandonné deux décennies plus tôt.

## Fiche Technique
- Réalisation : Laurence Katrian
- Scénario : Claire Alexandrakis et Aude Blanchard
- Producteurs : Harold Valentin et Aurélien Larger
- Sociétés de production : Mother Production, avec la participation de France Télévisions et CNC, en coproduction avec Stromboli Pictures et la RTBF. Avec la participation de la RTS et France 5. Avec le soutien de la région Alsace et Strasbourg Metropole.
- Directeur de la photographie : Thierry Jault
- Chef monteuse : Linda Béchat-Naud
- Musique : Florent Athenosy
- Pays d'origine :  France
- Langue originale : français
- Genre : policier
- Durée : 90 minutes
- Date de diffusion :  
  -  Suisse : 28 octobre 2016, sur RTS Un[1]
  -  Belgique : 20 novembre 2016, sur La Une[2]
  -  France : 27 mai 2017, sur France 3

## Distribution
Sauf indication contraire, les informations mentionnées dans cette section peuvent être confirmées par la base de données cinématographiques IMDb,  présente dans la section « Liens externes ».
- Hélène de Fougerolles : Katel Leguennec
- Olivier Sitruk : Maxime Keller
- Marie-Christine Barrault : Lidy Mathis
- Jean-Claude Dauphin : Franck Keller
- Bellamine Abdelmalek : Lieutenant Aubry
- Michel Scotto di Carlo : Michel Ackerman
- Sophie Gourdin : Marianne Mathis
- Jean-Baptiste Maunier : Julian Mathis
- Eugénie Derouand : Clara Lemestre
- Sophie Mounicot : France Benoit
- Jean-François Legonin : Ronald Mathis
- Gabriel Micheletti : Jacques Brunner
- Dominique Kling : Marceau Stark
- Aude Koegler : Karine Sylva
- Laurent Manzoni : Procureur
- Alexandre Cantini : Willy Gauthier
- Régis Boughazra : Monsieur Ivanov

## Tournage
Le tournage a eu lieu du 23 mai au 20 juin 2016 à Strasbourg, notamment à l'ancienne manufacture de tabac,.
Tourné dans le même décor que Capitaine Marleau pour les bureaux du commissariat.
Certaines scènes ont été tournées à proximité de l'écluse 81 du Canal du Rhône au Rhin, sur les bans communaux de Plobsheim et Nordhouse.

## Accueil critique
Télé 2 semaines salue la « brillante distribution, avec des visages très connus du petit et du grand écran » et estime que « l'immersion dans le vignoble alsacien s'avère plutôt gouleyante pour une enquête qui tiendra les amateurs du genre en haleine jusqu'au bout ». Télérama y voit des similitudes avec Meurtres à Grasse et « soupçonne une grosse panne d'inspiration chez les scénaristes de la série, qui nous resservent encore et toujours le même cocktail policier à base de secrets de famille honteux, d'anciennes légendes locales et de méli-mélo sentimental franchement laborieux ».  Télé 7 jours qualifie les deux héros principaux de « tandem complice et émouvant qui fonctionne au diapason ». Télé Loisirs salue la prestation d'Hélène de Fougerolles et estime que « l'intérêt [du téléfilm] se porte [...] sur les tourments personnels de l'héroïne, qui parvient à se montrer forte et émouvante ».

## Audience
Lors de sa première diffusion en France, le téléfilm a réuni 3 690 000 téléspectateurs, soit 19,1 % de part d'audience.